# UEFA Nations League 2020/21 Divisie C
De UEFA Nations League 2020/21 Divisie C was de derde divisie van UEFA Nations League. Het toernooi, dat de vriendschappelijk duels vervangt, begon in september 2020 en eindigde in maart 2022. De winnaars van de vier groepen van deze divisie promoveerden naar divisie B. Daarbij degradeerden de verliezers van de play-off of de nummers 47 en 48 van de eindstand naar divisie D, maar dit was afhankelijke van als een nummer 4 uit een van de groepen van deze divisie zich plaatste voor de play-offs van het WK 2022. Aan dit toernooi deden de 16 landen mee die op basis van de eindstand van het seizoen 2018/19 waren ingedeeld. Ten opzichte van het voorgaande seizoen was het aantal landen van deze divisie gewijzigd van 15 in 16, hierdoor was er geen degradatie maar promoveerden Finland, Noorwegen, Servië en Schotland naar divisie B. Deze vier landen werden vervangen door Georgië, Kosovo, Noord-Macedonië en Wit-Rusland. Door de wijzigingen promoveerden ook Bulgarije, Hongarije, Israël en Roemenië naar divisie B. Deze vier landen werden vervangen door de volgende vijf landen Armenië, Azerbeidzjan, Kazachstan, Luxemburg en Moldavië. Hierbij werden de landen die zouden degraderen onder de landen die promoveerden geplaatst, maar voor de landen die ook promoveerden na de wijzigingen.

## Beslissingscriteria
Als twee of meer landen in de groep gelijk eindigen, met evenveel punten, dan gelden de volgende criteria om te bepalen welk landen boven de ander eindigt:
1. Hoogste aantal punten verkregen bij de onderlinge wedstrijden tussen de teams;
2. Doelsaldo verkregen bij de onderlinge wedstrijden tussen de gelijk eindigende teams (als er meer dan twee teams gelijk staan);
3. Hoogste aantal gescoorde doelpunten verkregen bij de onderlinge wedstrijden tussen de teams (als er meer dan twee teams gelijk staan);
4. Hoogste aantal gescoorde uitdoelpunten verkregen bij de onderlinge wedstrijden tussen de teams
5. Als er na criteria 1 tot en met 4 nog steeds landen gelijk staan dan gelden de volgende criteria:
6. Doelsaldo in alle groepswedstrijden;
7. Aantal doelpunten gescoord in alle groepswedstrijden;
8. Aantal uitdoelpunten gescoord in alle groepswedstrijden;
9. Aantal overwinningen in alle groepswedstrijden;
10. Aantal uitoverwinningen in alle groepswedstrijden;
11. Fair-Playklassement van het toernooi (1 punt voor een enkele gele kaart, 3 punten voor een rode kaart ten gevolge van 2 gele kaarten, 3 punten voor een directe rode kaart, 4 punten voor een gele kaart gevolgd door een directe rode kaart);
12. Positie op de UEFA-coëfficiëntenranglijst;

## Deelnemende landen
De loting vond plaats op 3 maart 2020 in Amsterdam, Nederland..
| Team        | / † / *  | Plaats |
| ----------- | -------- | ------ |
| Griekenland |          | 33     |
| Albanië     |          | 34     |
| Montenegro  |          | 35     |
| Georgië     | Gestegen | 36     |

| Team            | / † / *  | Plaats |
| --------------- | -------- | ------ |
| Noord-Macedonië | Gestegen | 37     |
| Kosovo          | Gestegen | 38     |
| Wit-Rusland     | Gestegen | 39     |
| Cyprus          | †        | 40     |

| Team      | / † / * | Plaats |
| --------- | ------- | ------ |
| Estland   | †       | 41     |
| Slovenië  | †       | 42     |
| Litouwen  | †       | 43     |
| Luxemburg | *       | 44     |

| Team         | / † / * | Plaats |
| ------------ | ------- | ------ |
| Armenië      | *       | 45     |
| Azerbeidzjan | *       | 46     |
| Kazachstan   | *       | 47     |
| Moldavië     | *       | 48     |

| Legenda  |                                                            |
| Gestegen | Gepromoveerd naar een hogere divisie.                      |
| †        | In dezelfde divisie gebleven na degradatie na wijzigingen. |
| *        | Gepromoveerd naar een hogere divisie na wijzigingen.       |
|          | Gepromoveerd naar een hogere divisie.                      |
|          | Gekwalificeerd voor play-offs tegen degradatie.            |
|          | Gedegradeerd naar een lagere divisie.                      |

## Groepen en wedstrijden

### Groep 1
| Pos | Team         | Wed | W | G | V | Ptn | DV | DT | +/− | Promotie of kwalificatie                  |       | Vlag van Montenegro | Vlag van Luxemburg | Vlag van Azerbeidzjan | Vlag van Cyprus |
| --- | ------------ | --- | - | - | - | --- | -- | -- | --- | ----------------------------------------- | ----- | ------------------- | ------------------ | --------------------- | --------------- |
| 1   | Montenegro   | 6   | 4 | 1 | 1 | 13  | 10 | 2  | +8  | Promotie naar divisie B                   |       |                     | 1 – 2              | 2 – 0                 | 4 – 0           |
| 2   | Luxemburg    | 6   | 3 | 1 | 2 | 10  | 7  | 5  | +2  |                                           |       | 0 – 1               |                    | 0 – 0                 | 2 – 0           |
| 3   | Azerbeidzjan | 6   | 1 | 3 | 2 | 6   | 2  | 4  | −2  |                                           | 0 – 0 | 1 – 2               |                    | 0 – 0                 |                 |
| 4   | Cyprus       | 6   | 1 | 1 | 4 | 4   | 2  | 10 | −8  | Play-offs tegen degradatie naar divisie D |       | 0 – 2               | 2 – 1              | 0 – 1                 |                 |

Wedstrijden
|                                                   |                          |         |                                             |                                                                                  |
| 5 september 2020 «onderlinge duels» 20.00 (UTC+4) | Azerbeidzjan             | 1 – 2   | Luxemburg                                   | Stadion: Olympisch Stadion, Bakoe Toeschouwers: 0 Scheidsrechter: Chris Kavanagh |
| 5 september 2020 «onderlinge duels» 20.00 (UTC+4) | Emreli 25' Sjejdajev 43' | Verslag | 48' (e.d.) Krivotsjoek 72' (pen.) Rodrigues | Stadion: Olympisch Stadion, Bakoe Toeschouwers: 0 Scheidsrechter: Chris Kavanagh |
| 5 september 2020 «onderlinge duels» 20.00 (UTC+4) |                          |         |                                             | Stadion: Olympisch Stadion, Bakoe Toeschouwers: 0 Scheidsrechter: Chris Kavanagh |
| 5 september 2020 «onderlinge duels» 20.00 (UTC+4) |                          |         |                                             | Stadion: Olympisch Stadion, Bakoe Toeschouwers: 0 Scheidsrechter: Chris Kavanagh |
|                                                   |                          |         |                                             |                                                                                  |

|                                                   |        |         |                  |                                                                           |
| 5 september 2020 «onderlinge duels» 19.00 (UTC+3) | Cyprus | 0 – 2   | Montenegro       | Stadion: GSP-stadion, Nicosia Toeschouwers: 0 Scheidsrechter: Harm Osmers |
| 5 september 2020 «onderlinge duels» 19.00 (UTC+3) |        | Verslag | 60', 73' Jovetić | Stadion: GSP-stadion, Nicosia Toeschouwers: 0 Scheidsrechter: Harm Osmers |
| 5 september 2020 «onderlinge duels» 19.00 (UTC+3) |        |         |                  | Stadion: GSP-stadion, Nicosia Toeschouwers: 0 Scheidsrechter: Harm Osmers |
| 5 september 2020 «onderlinge duels» 19.00 (UTC+3) |        |         |                  | Stadion: GSP-stadion, Nicosia Toeschouwers: 0 Scheidsrechter: Harm Osmers |
|                                                   |        |         |                  |                                                                           |

|                                                   |        |         |              |                                                                           |
| 8 september 2020 «onderlinge duels» 21.45 (UTC+3) | Cyprus | 0 – 1   | Azerbeidzjan | Stadion: GSP-stadion, Nicosia Toeschouwers: 0 Scheidsrechter: Filip Glova |
| 8 september 2020 «onderlinge duels» 21.45 (UTC+3) |        | Verslag | 29' Medvedev | Stadion: GSP-stadion, Nicosia Toeschouwers: 0 Scheidsrechter: Filip Glova |
| 8 september 2020 «onderlinge duels» 21.45 (UTC+3) |        |         |              | Stadion: GSP-stadion, Nicosia Toeschouwers: 0 Scheidsrechter: Filip Glova |
| 8 september 2020 «onderlinge duels» 21.45 (UTC+3) |        |         |              | Stadion: GSP-stadion, Nicosia Toeschouwers: 0 Scheidsrechter: Filip Glova |
|                                                   |        |         |              |                                                                           |

|                                                   |                 |         |                      |                                                                                        |
| 8 september 2020 «onderlinge duels» 20.45 (UTC+2) | Luxemburg       | 0 – 1   | Montenegro           | Stadion: Stade Josy Barthel, Luxemburg Toeschouwers: 0 Scheidsrechter: Lawrence Visser |
| 8 september 2020 «onderlinge duels» 20.45 (UTC+2) | Martins 2', 85' | Verslag | 90+3' (pen.) Bećiraj | Stadion: Stade Josy Barthel, Luxemburg Toeschouwers: 0 Scheidsrechter: Lawrence Visser |
| 8 september 2020 «onderlinge duels» 20.45 (UTC+2) |                 |         |                      | Stadion: Stade Josy Barthel, Luxemburg Toeschouwers: 0 Scheidsrechter: Lawrence Visser |
| 8 september 2020 «onderlinge duels» 20.45 (UTC+2) |                 |         |                      | Stadion: Stade Josy Barthel, Luxemburg Toeschouwers: 0 Scheidsrechter: Lawrence Visser |
|                                                   |                 |         |                      |                                                                                        |

|                                                  |                 |         |        |                                                                                             |
| 10 oktober 2020 «onderlinge duels» 15.00 (UTC+2) | Luxemburg       | 2 – 0   | Cyprus | Stadion: Stade Josy Barthel, Luxemburg Toeschouwers: 1.334 Scheidsrechter: Donald Robertson |
| 10 oktober 2020 «onderlinge duels» 15.00 (UTC+2) | Sinani 12', 26' | Verslag |        | Stadion: Stade Josy Barthel, Luxemburg Toeschouwers: 1.334 Scheidsrechter: Donald Robertson |
| 10 oktober 2020 «onderlinge duels» 15.00 (UTC+2) |                 |         |        | Stadion: Stade Josy Barthel, Luxemburg Toeschouwers: 1.334 Scheidsrechter: Donald Robertson |
| 10 oktober 2020 «onderlinge duels» 15.00 (UTC+2) |                 |         |        | Stadion: Stade Josy Barthel, Luxemburg Toeschouwers: 1.334 Scheidsrechter: Donald Robertson |
|                                                  |                 |         |        |                                                                                             |

|                                                  |                         |         |              | |
| 10 oktober 2020 «onderlinge duels» 15.00 (UTC+2) | Montenegro              | 2 – 0   | Azerbeidzjan | Stadion: Pod Goricomstadion, Podgorica Toeschouwers: 0 Scheidsrechter: Ricardo de Burgos Bengoetxea |
| 10 oktober 2020 «onderlinge duels» 15.00 (UTC+2) | Jovetić 9' Ivanović 71' | Verslag |              | Stadion: Pod Goricomstadion, Podgorica Toeschouwers: 0 Scheidsrechter: Ricardo de Burgos Bengoetxea |
| 10 oktober 2020 «onderlinge duels» 15.00 (UTC+2) |                         |         |              | Stadion: Pod Goricomstadion, Podgorica Toeschouwers: 0 Scheidsrechter: Ricardo de Burgos Bengoetxea |
| 10 oktober 2020 «onderlinge duels» 15.00 (UTC+2) |                         |         |              | Stadion: Pod Goricomstadion, Podgorica Toeschouwers: 0 Scheidsrechter: Ricardo de Burgos Bengoetxea |
|                                                  |                         |         |              | |

|                                                  |              |       |        |                                                                                       |
| 13 oktober 2020 «onderlinge duels» 18.00 (UTC+2) | Azerbeidzjan | 0 – 0 | Cyprus | Stadion: Elbasan Arena, Elbasan ( Albanië) Toeschouwers: 0 Scheidsrechter: Fran Jović |
| 13 oktober 2020 «onderlinge duels» 18.00 (UTC+2) | Verslag      |       |        | Stadion: Elbasan Arena, Elbasan ( Albanië) Toeschouwers: 0 Scheidsrechter: Fran Jović |
| 13 oktober 2020 «onderlinge duels» 18.00 (UTC+2) |              |       |        | Stadion: Elbasan Arena, Elbasan ( Albanië) Toeschouwers: 0 Scheidsrechter: Fran Jović |
| 13 oktober 2020 «onderlinge duels» 18.00 (UTC+2) |              |       |        | Stadion: Elbasan Arena, Elbasan ( Albanië) Toeschouwers: 0 Scheidsrechter: Fran Jović |
|                                                  |              |       |        |                                                                                       |

|                                                  |                                              |         |                                      |                                                                                         |
| 13 oktober 2020 «onderlinge duels» 20.45 (UTC+2) | Montenegro                                   | 1 – 2   | Luxemburg                            | Stadion: Pod Goricomstadion, Podgorica Toeschouwers: 0 Scheidsrechter: Sascha Stegemann |
| 13 oktober 2020 «onderlinge duels» 20.45 (UTC+2) | Ivanović 34' Janković 90+6' Simić 40', 90+7' | Verslag | 42' Muratović 86' Sinani 90+7' Thill | Stadion: Pod Goricomstadion, Podgorica Toeschouwers: 0 Scheidsrechter: Sascha Stegemann |
| 13 oktober 2020 «onderlinge duels» 20.45 (UTC+2) |                                              |         |                                      | Stadion: Pod Goricomstadion, Podgorica Toeschouwers: 0 Scheidsrechter: Sascha Stegemann |
| 13 oktober 2020 «onderlinge duels» 20.45 (UTC+2) |                                              |         |                                      | Stadion: Pod Goricomstadion, Podgorica Toeschouwers: 0 Scheidsrechter: Sascha Stegemann |
|                                                  |                                              |         |                                      |                                                                                         |

|                                                   |              |         |                     | |
| 14 november 2020 «onderlinge duels» 18.00 (UTC+1) | Azerbeidzjan | 0 – 0   | Montenegro          | Stadion: Stadion Ivan Laljak-Ivić, Zaprešić ( Kroatië) Toeschouwers: 0 Scheidsrechter: Sergej Ivanov |
| 14 november 2020 «onderlinge duels» 18.00 (UTC+1) |              | Verslag | 43', 45+1' Ivanović | Stadion: Stadion Ivan Laljak-Ivić, Zaprešić ( Kroatië) Toeschouwers: 0 Scheidsrechter: Sergej Ivanov |
| 14 november 2020 «onderlinge duels» 18.00 (UTC+1) |              |         |                     | Stadion: Stadion Ivan Laljak-Ivić, Zaprešić ( Kroatië) Toeschouwers: 0 Scheidsrechter: Sergej Ivanov |
| 14 november 2020 «onderlinge duels» 18.00 (UTC+1) |              |         |                     | Stadion: Stadion Ivan Laljak-Ivić, Zaprešić ( Kroatië) Toeschouwers: 0 Scheidsrechter: Sergej Ivanov |
|                                                   |              |         |                     | |

|                                                   |                          |         |                                   |                                                                                  |
| 14 november 2020 «onderlinge duels» 19.00 (UTC+2) | Cyprus                   | 2 – 1   | Luxemburg                         | Stadion: GSP-stadion, Nicosia Toeschouwers: 0 Scheidsrechter: Mattias Gestranius |
| 14 november 2020 «onderlinge duels» 19.00 (UTC+2) | Kastanos 34' (pen.), 71' | Verslag | 5' (e.d.) Kousoulos 33' Selimović | Stadion: GSP-stadion, Nicosia Toeschouwers: 0 Scheidsrechter: Mattias Gestranius |
| 14 november 2020 «onderlinge duels» 19.00 (UTC+2) |                          |         |                                   | Stadion: GSP-stadion, Nicosia Toeschouwers: 0 Scheidsrechter: Mattias Gestranius |
| 14 november 2020 «onderlinge duels» 19.00 (UTC+2) |                          |         |                                   | Stadion: GSP-stadion, Nicosia Toeschouwers: 0 Scheidsrechter: Mattias Gestranius |
|                                                   |                          |         |                                   |                                                                                  |

|                                                   |           |       |              |                                                                                       |
| 17 november 2020 «onderlinge duels» 20.45 (UTC+1) | Luxemburg | 0 – 0 | Azerbeidzjan | Stadion: Stade Josy Barthel, Luxemburg Toeschouwers: 100 Scheidsrechter: Felix Zwayer |
| 17 november 2020 «onderlinge duels» 20.45 (UTC+1) | Verslag   |       |              | Stadion: Stade Josy Barthel, Luxemburg Toeschouwers: 100 Scheidsrechter: Felix Zwayer |
| 17 november 2020 «onderlinge duels» 20.45 (UTC+1) |           |       |              | Stadion: Stade Josy Barthel, Luxemburg Toeschouwers: 100 Scheidsrechter: Felix Zwayer |
| 17 november 2020 «onderlinge duels» 20.45 (UTC+1) |           |       |              | Stadion: Stade Josy Barthel, Luxemburg Toeschouwers: 100 Scheidsrechter: Felix Zwayer |
|                                                   |           |       |              |                                                                                       |

|                                                   |                                          |         |        |                                                                                            |
| 17 november 2020 «onderlinge duels» 20.45 (UTC+1) | Montenegro                               | 4 – 0   | Cyprus | Stadion: Pod Goricomstadion, Podgorica Toeschouwers: 0 Scheidsrechter: Eitan Shemeulevitch |
| 17 november 2020 «onderlinge duels» 20.45 (UTC+1) | Jovetić 14' Boljević 25', 28' Mugoša 60' | Verslag |        | Stadion: Pod Goricomstadion, Podgorica Toeschouwers: 0 Scheidsrechter: Eitan Shemeulevitch |
| 17 november 2020 «onderlinge duels» 20.45 (UTC+1) |                                          |         |        | Stadion: Pod Goricomstadion, Podgorica Toeschouwers: 0 Scheidsrechter: Eitan Shemeulevitch |
| 17 november 2020 «onderlinge duels» 20.45 (UTC+1) |                                          |         |        | Stadion: Pod Goricomstadion, Podgorica Toeschouwers: 0 Scheidsrechter: Eitan Shemeulevitch |
|                                                   |                                          |         |        |                                                                                            |

### Groep 2
| Pos | Team            | Wed | W | G | V | Ptn | DV | DT | +/− | Promotie of kwalificatie                  |       | Vlag van Armenië | Vlag van Noord-Macedonië | Vlag van Georgië | Vlag van Estland |
| --- | --------------- | --- | - | - | - | --- | -- | -- | --- | ----------------------------------------- | ----- | ---------------- | ------------------------ | ---------------- | ---------------- |
| 1   | Armenië         | 6   | 3 | 2 | 1 | 11  | 9  | 6  | +3  | Promotie naar divisie B                   |       |                  | 1 – 0                    | 2 – 2            | 2 – 0            |
| 2   | Noord-Macedonië | 6   | 2 | 3 | 1 | 9   | 9  | 8  | +1  |                                           |       | 2 – 1            |                          | 1 – 1            | 2 – 1            |
| 3   | Georgië         | 6   | 1 | 4 | 1 | 7   | 6  | 6  | 0   |                                           | 1 – 2 | 1 – 1            |                          | 0 – 0            |                  |
| 4   | Estland         | 6   | 0 | 3 | 3 | 3   | 5  | 9  | −4  | Play-offs tegen degradatie naar divisie D |       | 1 – 1            | 3 – 3                    | 0 – 1            |                  |

Wedstrijden
|                                                   |                                          |         |                        |                                                                                 |
| 5 september 2020 «onderlinge duels» 15.00 (UTC+2) | Noord-Macedonië                          | 2 – 1   | Armenië                | Stadion: Toše Proeskiarena, Skopje Toeschouwers: 0 Scheidsrechter: Irfan Peljto |
| 5 september 2020 «onderlinge duels» 15.00 (UTC+2) | Alioski 5' (pen.) Nestorovski 38' (pen.) | Verslag | 90+4' (pen.) Barsegjan | Stadion: Toše Proeskiarena, Skopje Toeschouwers: 0 Scheidsrechter: Irfan Peljto |
| 5 september 2020 «onderlinge duels» 15.00 (UTC+2) |                                          |         |                        | Stadion: Toše Proeskiarena, Skopje Toeschouwers: 0 Scheidsrechter: Irfan Peljto |
| 5 september 2020 «onderlinge duels» 15.00 (UTC+2) |                                          |         |                        | Stadion: Toše Proeskiarena, Skopje Toeschouwers: 0 Scheidsrechter: Irfan Peljto |
|                                                   |                                          |         |                        |                                                                                 |

|                                                   |         |         |                |                                                                                  |
| 5 september 2020 «onderlinge duels» 19.00 (UTC+3) | Estland | 0 – 1   | Georgië        | Stadion: A. Le Coq Arena, Tallinn Toeschouwers: 0 Scheidsrechter: Donatas Rumšas |
| 5 september 2020 «onderlinge duels» 19.00 (UTC+3) |         | Verslag | 32' Katsjarava | Stadion: A. Le Coq Arena, Tallinn Toeschouwers: 0 Scheidsrechter: Donatas Rumšas |
| 5 september 2020 «onderlinge duels» 19.00 (UTC+3) |         |         |                | Stadion: A. Le Coq Arena, Tallinn Toeschouwers: 0 Scheidsrechter: Donatas Rumšas |
| 5 september 2020 «onderlinge duels» 19.00 (UTC+3) |         |         |                | Stadion: A. Le Coq Arena, Tallinn Toeschouwers: 0 Scheidsrechter: Donatas Rumšas |
|                                                   |         |         |                |                                                                                  |

|                                                   |                            |         |         | |
| 8 september 2020 «onderlinge duels» 20.00 (UTC+4) | Armenië                    | 2 – 0   | Estland | Stadion: Republikeins Stadion Vazgen Sargsian, Jerevan Toeschouwers: 0 Scheidsrechter: David Coote |
| 8 september 2020 «onderlinge duels» 20.00 (UTC+4) | Karapetjan 43' Wbeymar 65' | Verslag |         | Stadion: Republikeins Stadion Vazgen Sargsian, Jerevan Toeschouwers: 0 Scheidsrechter: David Coote |
| 8 september 2020 «onderlinge duels» 20.00 (UTC+4) |                            |         |         | Stadion: Republikeins Stadion Vazgen Sargsian, Jerevan Toeschouwers: 0 Scheidsrechter: David Coote |
| 8 september 2020 «onderlinge duels» 20.00 (UTC+4) |                            |         |         | Stadion: Republikeins Stadion Vazgen Sargsian, Jerevan Toeschouwers: 0 Scheidsrechter: David Coote |
|                                                   |                            |         |         | |

|                                                   |                        |         |                               | |
| 8 september 2020 «onderlinge duels» 20.00 (UTC+4) | Georgië                | 1 – 1   | Noord-Macedonië               | Stadion: Boris Paitsjadzestadion, Tbilisi Toeschouwers: 0 Scheidsrechter: Peter Kjærsgaard-Andersen |
| 8 september 2020 «onderlinge duels» 20.00 (UTC+4) | Okriasjvili 13' (pen.) | Verslag | 33' Ristovski 58', 64' Musliu | Stadion: Boris Paitsjadzestadion, Tbilisi Toeschouwers: 0 Scheidsrechter: Peter Kjærsgaard-Andersen |
| 8 september 2020 «onderlinge duels» 20.00 (UTC+4) |                        |         |                               | Stadion: Boris Paitsjadzestadion, Tbilisi Toeschouwers: 0 Scheidsrechter: Peter Kjærsgaard-Andersen |
| 8 september 2020 «onderlinge duels» 20.00 (UTC+4) |                        |         |                               | Stadion: Boris Paitsjadzestadion, Tbilisi Toeschouwers: 0 Scheidsrechter: Peter Kjærsgaard-Andersen |
|                                                   |                        |         |                               | |

|                                                  |                                    |         |                                |                                                                                  |
| 11 oktober 2020 «onderlinge duels» 18.00 (UTC+2) | Armenië                            | 2 – 2   | Georgië                        | Stadion: Tychystadion, Tychy ( Polen) Toeschouwers: 0 Scheidsrechter: Ivan Bebek |
| 11 oktober 2020 «onderlinge duels» 18.00 (UTC+2) | Bajramjan 6' Mchitarjan 89' (pen.) | Verslag | 46' Katsjarava 74' Okriasjvili | Stadion: Tychystadion, Tychy ( Polen) Toeschouwers: 0 Scheidsrechter: Ivan Bebek |
| 11 oktober 2020 «onderlinge duels» 18.00 (UTC+2) |                                    |         |                                | Stadion: Tychystadion, Tychy ( Polen) Toeschouwers: 0 Scheidsrechter: Ivan Bebek |
| 11 oktober 2020 «onderlinge duels» 18.00 (UTC+2) |                                    |         |                                | Stadion: Tychystadion, Tychy ( Polen) Toeschouwers: 0 Scheidsrechter: Ivan Bebek |
|                                                  |                                    |         |                                |                                                                                  |

|                                                  |                                     |         |                                       |                                                                                       |
| 11 oktober 2020 «onderlinge duels» 19.00 (UTC+3) | Estland                             | 3 – 3   | Noord-Macedonië                       | Stadion: A. Le Coq Arena, Tallinn Toeschouwers: 908 Scheidsrechter: Mohammed Al-Hakim |
| 11 oktober 2020 «onderlinge duels» 19.00 (UTC+3) | Sappinen 33', 61' Liivak 76' (pen.) | Verslag | 3' (e.d.) Kuusk 80' Pandev 88' Zajkov | Stadion: A. Le Coq Arena, Tallinn Toeschouwers: 908 Scheidsrechter: Mohammed Al-Hakim |
| 11 oktober 2020 «onderlinge duels» 19.00 (UTC+3) |                                     |         |                                       | Stadion: A. Le Coq Arena, Tallinn Toeschouwers: 908 Scheidsrechter: Mohammed Al-Hakim |
| 11 oktober 2020 «onderlinge duels» 19.00 (UTC+3) |                                     |         |                                       | Stadion: A. Le Coq Arena, Tallinn Toeschouwers: 908 Scheidsrechter: Mohammed Al-Hakim |
|                                                  |                                     |         |                                       |                                                                                       |

|                                                  |              |         |                    |                                                                                    |
| 14 oktober 2020 «onderlinge duels» 21.45 (UTC+3) | Estland      | 1 – 1   | Armenië            | Stadion: A. Le Coq Arena, Tallinn Toeschouwers: 1.007 Scheidsrechter: Luís Godinho |
| 14 oktober 2020 «onderlinge duels» 21.45 (UTC+3) | Sappinen 14' | Verslag | 8' K. Hovhannisjan | Stadion: A. Le Coq Arena, Tallinn Toeschouwers: 1.007 Scheidsrechter: Luís Godinho |
| 14 oktober 2020 «onderlinge duels» 21.45 (UTC+3) |              |         |                    | Stadion: A. Le Coq Arena, Tallinn Toeschouwers: 1.007 Scheidsrechter: Luís Godinho |
| 14 oktober 2020 «onderlinge duels» 21.45 (UTC+3) |              |         |                    | Stadion: A. Le Coq Arena, Tallinn Toeschouwers: 1.007 Scheidsrechter: Luís Godinho |
|                                                  |              |         |                    |                                                                                    |

|                                                  |                                       |         |                   |                                                                                       |
| 14 oktober 2020 «onderlinge duels» 20.45 (UTC+2) | Noord-Macedonië                       | 1 – 1   | Georgië           | Stadion: Toše Proeskiarena, Skopje Toeschouwers: 0 Scheidsrechter: Bartosz Frankowski |
| 14 oktober 2020 «onderlinge duels» 20.45 (UTC+2) | Dimitrievski 67' Alioski 90+3' (pen.) | Verslag | 74' Kvaratschelia | Stadion: Toše Proeskiarena, Skopje Toeschouwers: 0 Scheidsrechter: Bartosz Frankowski |
| 14 oktober 2020 «onderlinge duels» 20.45 (UTC+2) |                                       |         |                   | Stadion: Toše Proeskiarena, Skopje Toeschouwers: 0 Scheidsrechter: Bartosz Frankowski |
| 14 oktober 2020 «onderlinge duels» 20.45 (UTC+2) |                                       |         |                   | Stadion: Toše Proeskiarena, Skopje Toeschouwers: 0 Scheidsrechter: Bartosz Frankowski |
|                                                  |                                       |         |                   |                                                                                       |

|                                                   |                                |         |              |                                                                                 |
| 15 november 2020 «onderlinge duels» 15.00 (UTC+1) | Noord-Macedonië                | 2 – 1   | Estland      | Stadion: Toše Proeskiarena, Skopje Toeschouwers: 0 Scheidsrechter: Marius Avram |
| 15 november 2020 «onderlinge duels» 15.00 (UTC+1) | Tričkovski 29' Stojanovski 68' | Verslag | 52' Sappinen | Stadion: Toše Proeskiarena, Skopje Toeschouwers: 0 Scheidsrechter: Marius Avram |
| 15 november 2020 «onderlinge duels» 15.00 (UTC+1) |                                |         |              | Stadion: Toše Proeskiarena, Skopje Toeschouwers: 0 Scheidsrechter: Marius Avram |
| 15 november 2020 «onderlinge duels» 15.00 (UTC+1) |                                |         |              | Stadion: Toše Proeskiarena, Skopje Toeschouwers: 0 Scheidsrechter: Marius Avram |
|                                                   |                                |         |              |                                                                                 |

|                                                   |                        |         |                          |                                                                                       |
| 15 november 2020 «onderlinge duels» 21.00 (UTC+4) | Georgië                | 1 – 2   | Armenië                  | Stadion: Boris Paitsjadzestadion, Tbilisi Toeschouwers: 0 Scheidsrechter: Marco Guida |
| 15 november 2020 «onderlinge duels» 21.00 (UTC+4) | Kazaisjvili 65' (pen.) | Verslag | 33' Gazarjan 86' Adamyan | Stadion: Boris Paitsjadzestadion, Tbilisi Toeschouwers: 0 Scheidsrechter: Marco Guida |
| 15 november 2020 «onderlinge duels» 21.00 (UTC+4) |                        |         |                          | Stadion: Boris Paitsjadzestadion, Tbilisi Toeschouwers: 0 Scheidsrechter: Marco Guida |
| 15 november 2020 «onderlinge duels» 21.00 (UTC+4) |                        |         |                          | Stadion: Boris Paitsjadzestadion, Tbilisi Toeschouwers: 0 Scheidsrechter: Marco Guida |
|                                                   |                        |         |                          |                                                                                       |

|                                                   |                   |         |                 |                                                                                       |
| 18 november 2020 «onderlinge duels» 19.00 (UTC+2) | Armenië           | 1 – 0   | Noord-Macedonië | Stadion: GSP-stadion, Nicosia ( Cyprus) Toeschouwers: 0 Scheidsrechter: Robert Madden |
| 18 november 2020 «onderlinge duels» 19.00 (UTC+2) | Hambartsumyan 55' | Verslag |                 | Stadion: GSP-stadion, Nicosia ( Cyprus) Toeschouwers: 0 Scheidsrechter: Robert Madden |
| 18 november 2020 «onderlinge duels» 19.00 (UTC+2) |                   |         |                 | Stadion: GSP-stadion, Nicosia ( Cyprus) Toeschouwers: 0 Scheidsrechter: Robert Madden |
| 18 november 2020 «onderlinge duels» 19.00 (UTC+2) |                   |         |                 | Stadion: GSP-stadion, Nicosia ( Cyprus) Toeschouwers: 0 Scheidsrechter: Robert Madden |
|                                                   |                   |         |                 |                                                                                       |

|                                                   |         |       |         |                                                                                        |
| 18 november 2020 «onderlinge duels» 21.00 (UTC+4) | Georgië | 0 – 0 | Estland | Stadion: Boris Paitsjadzestadion, Tbilisi Toeschouwers: 0 Scheidsrechter: Irfan Peljto |
| 18 november 2020 «onderlinge duels» 21.00 (UTC+4) | Verslag |       |         | Stadion: Boris Paitsjadzestadion, Tbilisi Toeschouwers: 0 Scheidsrechter: Irfan Peljto |
| 18 november 2020 «onderlinge duels» 21.00 (UTC+4) |         |       |         | Stadion: Boris Paitsjadzestadion, Tbilisi Toeschouwers: 0 Scheidsrechter: Irfan Peljto |
| 18 november 2020 «onderlinge duels» 21.00 (UTC+4) |         |       |         | Stadion: Boris Paitsjadzestadion, Tbilisi Toeschouwers: 0 Scheidsrechter: Irfan Peljto |
|                                                   |         |       |         |                                                                                        |

### Groep 3
| Pos | Team        | Wed | W | G | V | Ptn | DV | DT | +/− | Kwalificatie of degradatie                |       | Vlag van Slovenië | Vlag van Griekenland | Vlag van Kosovo | Vlag van Moldavië |
| --- | ----------- | --- | - | - | - | --- | -- | -- | --- | ----------------------------------------- | ----- | ----------------- | -------------------- | --------------- | ----------------- |
| 1   | Slovenië    | 6   | 4 | 2 | 0 | 14  | 8  | 1  | +7  | Promotie naar divisie B                   |       |                   | 0 – 0                | 2 – 1           | 1 – 0             |
| 2   | Griekenland | 6   | 3 | 3 | 0 | 12  | 6  | 1  | +5  |                                           |       | 0 – 0             |                      | 0 – 0           | 2 – 0             |
| 3   | Kosovo      | 6   | 1 | 2 | 3 | 5   | 4  | 6  | −2  |                                           | 0 – 1 | 1 – 2             |                      | 1 – 0           |                   |
| 4   | Moldavië    | 6   | 0 | 1 | 5 | 1   | 1  | 11 | −10 | Play-offs tegen degradatie naar divisie D |       | 0 – 4             | 0 – 2                | 1 – 1           |                   |

Wedstrijden
|                                                   |                |         |             |                                                                                              |
| 3 september 2020 «onderlinge duels» 20.45 (UTC+2) | Moldavië       | 1 – 1   | Kosovo      | Stadion: Stadio Ennio Tardini, Parma (Italië) Toeschouwers: 0 Scheidsrechter: Kai Erik Steen |
| 3 september 2020 «onderlinge duels» 20.45 (UTC+2) | Nicolaescu 20' | Verslag | 71' Kololli | Stadion: Stadio Ennio Tardini, Parma (Italië) Toeschouwers: 0 Scheidsrechter: Kai Erik Steen |
| 3 september 2020 «onderlinge duels» 20.45 (UTC+2) |                |         |             | Stadion: Stadio Ennio Tardini, Parma (Italië) Toeschouwers: 0 Scheidsrechter: Kai Erik Steen |
| 3 september 2020 «onderlinge duels» 20.45 (UTC+2) |                |         |             | Stadion: Stadio Ennio Tardini, Parma (Italië) Toeschouwers: 0 Scheidsrechter: Kai Erik Steen |
|                                                   |                |         |             |                                                                                              |

|                                                   |          |       |             |                                                                                  |
| 3 september 2020 «onderlinge duels» 20.45 (UTC+2) | Slovenië | 0 – 0 | Griekenland | Stadion: Stožicestadion, Ljubljana Toeschouwers: 0 Scheidsrechter: Robert Madden |
| 3 september 2020 «onderlinge duels» 20.45 (UTC+2) | Verslag  |       |             | Stadion: Stožicestadion, Ljubljana Toeschouwers: 0 Scheidsrechter: Robert Madden |
| 3 september 2020 «onderlinge duels» 20.45 (UTC+2) |          |       |             | Stadion: Stožicestadion, Ljubljana Toeschouwers: 0 Scheidsrechter: Robert Madden |
| 3 september 2020 «onderlinge duels» 20.45 (UTC+2) |          |       |             | Stadion: Stožicestadion, Ljubljana Toeschouwers: 0 Scheidsrechter: Robert Madden |
|                                                   |          |       |             |                                                                                  |

|                                                   |           |         |          |                                                                                   |
| 6 september 2020 «onderlinge duels» 18.00 (UTC+2) | Slovenië  | 1 – 0   | Moldavië | Stadion: Stožicestadion, Ljubljana Toeschouwers: 0 Scheidsrechter: Jérôme Brisard |
| 6 september 2020 «onderlinge duels» 18.00 (UTC+2) | Bohar 28' | Verslag |          | Stadion: Stožicestadion, Ljubljana Toeschouwers: 0 Scheidsrechter: Jérôme Brisard |
| 6 september 2020 «onderlinge duels» 18.00 (UTC+2) |           |         |          | Stadion: Stožicestadion, Ljubljana Toeschouwers: 0 Scheidsrechter: Jérôme Brisard |
| 6 september 2020 «onderlinge duels» 18.00 (UTC+2) |           |         |          | Stadion: Stožicestadion, Ljubljana Toeschouwers: 0 Scheidsrechter: Jérôme Brisard |
|                                                   |           |         |          |                                                                                   |

|                                                   |                |         |                       |                                                                                       |
| 6 september 2020 «onderlinge duels» 20.45 (UTC+2) | Kosovo         | 1 – 2   | Griekenland           | Stadion: Fadil Vokrristadion, Pristina Toeschouwers: 0 Scheidsrechter: Pavel Královec |
| 6 september 2020 «onderlinge duels» 20.45 (UTC+2) | B. Berisha 82' | Verslag | 2' Limnios 51' Siovas | Stadion: Fadil Vokrristadion, Pristina Toeschouwers: 0 Scheidsrechter: Pavel Královec |
| 6 september 2020 «onderlinge duels» 20.45 (UTC+2) |                |         |                       | Stadion: Fadil Vokrristadion, Pristina Toeschouwers: 0 Scheidsrechter: Pavel Královec |
| 6 september 2020 «onderlinge duels» 20.45 (UTC+2) |                |         |                       | Stadion: Fadil Vokrristadion, Pristina Toeschouwers: 0 Scheidsrechter: Pavel Královec |
|                                                   |                |         |                       |                                                                                       |

|                                                  |                                     |         |              |                                                                                                 |
| 11 oktober 2020 «onderlinge duels» 21.45 (UTC+3) | Griekenland                         | 2 – 0   | Moldavië     | Stadion: Olympisch Stadion Spyridon Louis, Athene Toeschouwers: 0 Scheidsrechter: Dennis Higler |
| 11 oktober 2020 «onderlinge duels» 21.45 (UTC+3) | Bakasetas 45+3' (pen.) Mantalos 50' | Verslag | 45+1' Posmac | Stadion: Olympisch Stadion Spyridon Louis, Athene Toeschouwers: 0 Scheidsrechter: Dennis Higler |
| 11 oktober 2020 «onderlinge duels» 21.45 (UTC+3) |                                     |         |              | Stadion: Olympisch Stadion Spyridon Louis, Athene Toeschouwers: 0 Scheidsrechter: Dennis Higler |
| 11 oktober 2020 «onderlinge duels» 21.45 (UTC+3) |                                     |         |              | Stadion: Olympisch Stadion Spyridon Louis, Athene Toeschouwers: 0 Scheidsrechter: Dennis Higler |
|                                                  |                                     |         |              |                                                                                                 |

|                                                  |        |         |            |                                                                                      |
| 11 oktober 2020 «onderlinge duels» 20.45 (UTC+2) | Kosovo | 0 – 1   | Slovenië   | Stadion: Fadil Vokrristadion, Pristina Toeschouwers: 0 Scheidsrechter: Andrew Madley |
| 11 oktober 2020 «onderlinge duels» 20.45 (UTC+2) |        | Verslag | 22' Vučkić | Stadion: Fadil Vokrristadion, Pristina Toeschouwers: 0 Scheidsrechter: Andrew Madley |
| 11 oktober 2020 «onderlinge duels» 20.45 (UTC+2) |        |         |            | Stadion: Fadil Vokrristadion, Pristina Toeschouwers: 0 Scheidsrechter: Andrew Madley |
| 11 oktober 2020 «onderlinge duels» 20.45 (UTC+2) |        |         |            | Stadion: Fadil Vokrristadion, Pristina Toeschouwers: 0 Scheidsrechter: Andrew Madley |
|                                                  |        |         |            |                                                                                      |

|                                                  |             |         |               | |
| 14 oktober 2020 «onderlinge duels» 21.45 (UTC+3) | Griekenland | 0 – 0   | Kosovo        | Stadion: Olympisch Stadion Spyridon Louis, Athene Toeschouwers: 0 Scheidsrechter: Roi Reinshreiber |
| 14 oktober 2020 «onderlinge duels» 21.45 (UTC+3) |             | Verslag | 90+6' Kololli | Stadion: Olympisch Stadion Spyridon Louis, Athene Toeschouwers: 0 Scheidsrechter: Roi Reinshreiber |
| 14 oktober 2020 «onderlinge duels» 21.45 (UTC+3) |             |         |               | Stadion: Olympisch Stadion Spyridon Louis, Athene Toeschouwers: 0 Scheidsrechter: Roi Reinshreiber |
| 14 oktober 2020 «onderlinge duels» 21.45 (UTC+3) |             |         |               | Stadion: Olympisch Stadion Spyridon Louis, Athene Toeschouwers: 0 Scheidsrechter: Roi Reinshreiber |
|                                                  |             |         |               | |

|                                                  |          |         |                                              |                                                                                   |
| 14 oktober 2020 «onderlinge duels» 21.45 (UTC+3) | Moldavië | 0 – 4   | Slovenië                                     | Stadion: Stadionul Zimbru, Chisinau Toeschouwers: 0 Scheidsrechter: João Pinheiro |
| 14 oktober 2020 «onderlinge duels» 21.45 (UTC+3) |          | Verslag | 8' Lovrić 37' (pen.), 42', 55' (pen.) Vučkić | Stadion: Stadionul Zimbru, Chisinau Toeschouwers: 0 Scheidsrechter: João Pinheiro |
| 14 oktober 2020 «onderlinge duels» 21.45 (UTC+3) |          |         |                                              | Stadion: Stadionul Zimbru, Chisinau Toeschouwers: 0 Scheidsrechter: João Pinheiro |
| 14 oktober 2020 «onderlinge duels» 21.45 (UTC+3) |          |         |                                              | Stadion: Stadionul Zimbru, Chisinau Toeschouwers: 0 Scheidsrechter: João Pinheiro |
|                                                  |          |         |                                              |                                                                                   |

|                                                   |          |         |                             |                                                                                |
| 15 november 2020 «onderlinge duels» 21.45 (UTC+2) | Moldavië | 0 – 2   | Griekenland                 | Stadion: Stadionul Zimbru, Chisinau Toeschouwers: 0 Scheidsrechter: Fran Jović |
| 15 november 2020 «onderlinge duels» 21.45 (UTC+2) |          | Verslag | 32' Fortounis 41' Bakasetas | Stadion: Stadionul Zimbru, Chisinau Toeschouwers: 0 Scheidsrechter: Fran Jović |
| 15 november 2020 «onderlinge duels» 21.45 (UTC+2) |          |         |                             | Stadion: Stadionul Zimbru, Chisinau Toeschouwers: 0 Scheidsrechter: Fran Jović |
| 15 november 2020 «onderlinge duels» 21.45 (UTC+2) |          |         |                             | Stadion: Stadionul Zimbru, Chisinau Toeschouwers: 0 Scheidsrechter: Fran Jović |
|                                                   |          |         |                             |                                                                                |

|                                                   |                                |         |            |                                                                                       |
| 15 november 2020 «onderlinge duels» 20.45 (UTC+1) | Slovenië                       | 2 – 1   | Kosovo     | Stadion: Stožicestadion, Ljubljana Toeschouwers: 0 Scheidsrechter: Bartosz Frankowski |
| 15 november 2020 «onderlinge duels» 20.45 (UTC+1) | Kurtić 63' Iličić 90+4' (pen.) | Verslag | 58' Muriqi | Stadion: Stožicestadion, Ljubljana Toeschouwers: 0 Scheidsrechter: Bartosz Frankowski |
| 15 november 2020 «onderlinge duels» 20.45 (UTC+1) |                                |         |            | Stadion: Stožicestadion, Ljubljana Toeschouwers: 0 Scheidsrechter: Bartosz Frankowski |
| 15 november 2020 «onderlinge duels» 20.45 (UTC+1) |                                |         |            | Stadion: Stožicestadion, Ljubljana Toeschouwers: 0 Scheidsrechter: Bartosz Frankowski |
|                                                   |                                |         |            |                                                                                       |

|                                                   |                 |         |          |                                                                                                  |
| 18 november 2020 «onderlinge duels» 21.45 (UTC+2) | Griekenland     | 0 – 0   | Slovenië | Stadion: Georgios Kamarasstadion, Athene Toeschouwers: 0 Scheidsrechter: Carlos del Cerro Grande |
| 18 november 2020 «onderlinge duels» 21.45 (UTC+2) | Hatzidiakos 90' | Verslag |          | Stadion: Georgios Kamarasstadion, Athene Toeschouwers: 0 Scheidsrechter: Carlos del Cerro Grande |
| 18 november 2020 «onderlinge duels» 21.45 (UTC+2) |                 |         |          | Stadion: Georgios Kamarasstadion, Athene Toeschouwers: 0 Scheidsrechter: Carlos del Cerro Grande |
| 18 november 2020 «onderlinge duels» 21.45 (UTC+2) |                 |         |          | Stadion: Georgios Kamarasstadion, Athene Toeschouwers: 0 Scheidsrechter: Carlos del Cerro Grande |
|                                                   |                 |         |          |                                                                                                  |

|                                                   |                           |         |          |                                                                                       |
| 18 november 2020 «onderlinge duels» 20.45 (UTC+1) | Kosovo                    | 1 – 0   | Moldavië | Stadion: Fadil Vokrristadion, Pristina Toeschouwers: 0 Scheidsrechter: Roomer Tarajev |
| 18 november 2020 «onderlinge duels» 20.45 (UTC+1) | Kastrati 31' Drešević 85' | Verslag |          | Stadion: Fadil Vokrristadion, Pristina Toeschouwers: 0 Scheidsrechter: Roomer Tarajev |
| 18 november 2020 «onderlinge duels» 20.45 (UTC+1) |                           |         |          | Stadion: Fadil Vokrristadion, Pristina Toeschouwers: 0 Scheidsrechter: Roomer Tarajev |
| 18 november 2020 «onderlinge duels» 20.45 (UTC+1) |                           |         |          | Stadion: Fadil Vokrristadion, Pristina Toeschouwers: 0 Scheidsrechter: Roomer Tarajev |
|                                                   |                           |         |          |                                                                                       |

### Groep 4
| Pos | Team        | Wed | W | G | V | Ptn | DV | DT | +/− | Promotie of kwalificatie                  |       | Vlag van Albanië | Vlag van Wit-Rusland | Vlag van Litouwen | Vlag van Kazachstan |
| --- | ----------- | --- | - | - | - | --- | -- | -- | --- | ----------------------------------------- | ----- | ---------------- | -------------------- | ----------------- | ------------------- |
| 1   | Albanië     | 6   | 3 | 2 | 1 | 11  | 8  | 4  | +4  | Promotie naar divisie B                   |       |                  | 3 – 2                | 0 – 1             | 3 – 1               |
| 2   | Wit-Rusland | 6   | 3 | 1 | 2 | 10  | 10 | 8  | +2  |                                           |       | 0 – 2            |                      | 2 – 0             | 2 – 0               |
| 3   | Litouwen    | 6   | 2 | 2 | 2 | 8   | 5  | 7  | −2  |                                           | 0 – 0 | 2 – 2            |                      | 0 – 2             |                     |
| 4   | Kazachstan  | 6   | 1 | 1 | 4 | 4   | 5  | 9  | −4  | Play-offs tegen degradatie naar divisie D |       | 0 – 0            | 1 – 2                | 1 – 2             |                     |

Wedstrijden
|                                                   |          |         |                           |                                                                              |
| 4 september 2020 «onderlinge duels» 19.00 (UTC+3) | Litouwen | 0 – 2   | Kazachstan                | Stadion: LFF-stadion, Vilnius Toeschouwers: 0 Scheidsrechter: Rade Obrenovič |
| 4 september 2020 «onderlinge duels» 19.00 (UTC+3) |          | Verslag | 3' Zajnoetdinov 86' Koeat | Stadion: LFF-stadion, Vilnius Toeschouwers: 0 Scheidsrechter: Rade Obrenovič |
| 4 september 2020 «onderlinge duels» 19.00 (UTC+3) |          |         |                           | Stadion: LFF-stadion, Vilnius Toeschouwers: 0 Scheidsrechter: Rade Obrenovič |
| 4 september 2020 «onderlinge duels» 19.00 (UTC+3) |          |         |                           | Stadion: LFF-stadion, Vilnius Toeschouwers: 0 Scheidsrechter: Rade Obrenovič |
|                                                   |          |         |                           |                                                                              |

|                                                   |             |         |                         |                                                                                   |
| 4 september 2020 «onderlinge duels» 21.45 (UTC+3) | Wit-Rusland | 0 – 2   | Albanië                 | Stadion: Dinamostadion, Minsk Toeschouwers: 0 Scheidsrechter: Kristoffer Karlsson |
| 4 september 2020 «onderlinge duels» 21.45 (UTC+3) |             | Verslag | 23' Cikalleshi 78' Bare | Stadion: Dinamostadion, Minsk Toeschouwers: 0 Scheidsrechter: Kristoffer Karlsson |
| 4 september 2020 «onderlinge duels» 21.45 (UTC+3) |             |         |                         | Stadion: Dinamostadion, Minsk Toeschouwers: 0 Scheidsrechter: Kristoffer Karlsson |
| 4 september 2020 «onderlinge duels» 21.45 (UTC+3) |             |         |                         | Stadion: Dinamostadion, Minsk Toeschouwers: 0 Scheidsrechter: Kristoffer Karlsson |
|                                                   |             |         |                         |                                                                                   |

|                                                   |              |         |                                |                                                                                             |
| 7 september 2020 «onderlinge duels» 20.00 (UTC+6) | Kazachstan   | 1 – 2   | Wit-Rusland                    | Stadion: Almatı Ortalıq Stadionı, Almaty Toeschouwers: 0 Scheidsrechter: Giorgi Kroeasjvili |
| 7 september 2020 «onderlinge duels» 20.00 (UTC+6) | Ajmbetov 62' | Verslag | 53' Bordatsjov 86' Lisakovitsj | Stadion: Almatı Ortalıq Stadionı, Almaty Toeschouwers: 0 Scheidsrechter: Giorgi Kroeasjvili |
| 7 september 2020 «onderlinge duels» 20.00 (UTC+6) |              |         |                                | Stadion: Almatı Ortalıq Stadionı, Almaty Toeschouwers: 0 Scheidsrechter: Giorgi Kroeasjvili |
| 7 september 2020 «onderlinge duels» 20.00 (UTC+6) |              |         |                                | Stadion: Almatı Ortalıq Stadionı, Almaty Toeschouwers: 0 Scheidsrechter: Giorgi Kroeasjvili |
|                                                   |              |         |                                |                                                                                             |

|                                                   |                  |         |                   |                                                                                    |
| 7 september 2020 «onderlinge duels» 20.45 (UTC+2) | Albanië          | 0 – 1   | Litouwen          | Stadion: Air Albania Stadion, Tirana Toeschouwers: 0 Scheidsrechter: Sergiej Bojko |
| 7 september 2020 «onderlinge duels» 20.45 (UTC+2) | Hysaj 45+3', 87' | Verslag | 52' D. Kazlauskas | Stadion: Air Albania Stadion, Tirana Toeschouwers: 0 Scheidsrechter: Sergiej Bojko |
| 7 september 2020 «onderlinge duels» 20.45 (UTC+2) |                  |         |                   | Stadion: Air Albania Stadion, Tirana Toeschouwers: 0 Scheidsrechter: Sergiej Bojko |
| 7 september 2020 «onderlinge duels» 20.45 (UTC+2) |                  |         |                   | Stadion: Air Albania Stadion, Tirana Toeschouwers: 0 Scheidsrechter: Sergiej Bojko |
|                                                   |                  |         |                   |                                                                                    |

|                                                  |            |       |         |                                                                                          |
| 11 oktober 2020 «onderlinge duels» 19.00 (UTC+6) | Kazachstan | 0 – 0 | Albanië | Stadion: Almatı Ortalıq Stadionı, Almaty Toeschouwers: 0 Scheidsrechter: Dumitru Muntean |
| 11 oktober 2020 «onderlinge duels» 19.00 (UTC+6) | Verslag    |       |         | Stadion: Almatı Ortalıq Stadionı, Almaty Toeschouwers: 0 Scheidsrechter: Dumitru Muntean |
| 11 oktober 2020 «onderlinge duels» 19.00 (UTC+6) |            |       |         | Stadion: Almatı Ortalıq Stadionı, Almaty Toeschouwers: 0 Scheidsrechter: Dumitru Muntean |
| 11 oktober 2020 «onderlinge duels» 19.00 (UTC+6) |            |       |         | Stadion: Almatı Ortalıq Stadionı, Almaty Toeschouwers: 0 Scheidsrechter: Dumitru Muntean |
|                                                  |            |       |         |                                                                                          |

|                                                  |                            |         |                                      |                                                                                   |
| 11 oktober 2020 «onderlinge duels» 19.00 (UTC+3) | Litouwen                   | 2 – 2   | Wit-Rusland                          | Stadion: LFF-stadion, Vilnius Toeschouwers: 963 Scheidsrechter: Julian Weinberger |
| 11 oktober 2020 «onderlinge duels» 19.00 (UTC+3) | Novikovas 7' Laukžemis 75' | Verslag | 59' (pen.) Lisakovitsj 66' Satsjyvka | Stadion: LFF-stadion, Vilnius Toeschouwers: 963 Scheidsrechter: Julian Weinberger |
| 11 oktober 2020 «onderlinge duels» 19.00 (UTC+3) |                            |         |                                      | Stadion: LFF-stadion, Vilnius Toeschouwers: 963 Scheidsrechter: Julian Weinberger |
| 11 oktober 2020 «onderlinge duels» 19.00 (UTC+3) |                            |         |                                      | Stadion: LFF-stadion, Vilnius Toeschouwers: 963 Scheidsrechter: Julian Weinberger |
|                                                  |                            |         |                                      |                                                                                   |

|                                                  |          |       |         |                                                                            |
| 14 oktober 2020 «onderlinge duels» 19.00 (UTC+3) | Litouwen | 0 – 0 | Albanië | Stadion: LFF-stadion, Vilnius Toeschouwers: 696 Scheidsrechter: Karim Abed |
| 14 oktober 2020 «onderlinge duels» 19.00 (UTC+3) | Verslag  |       |         | Stadion: LFF-stadion, Vilnius Toeschouwers: 696 Scheidsrechter: Karim Abed |
| 14 oktober 2020 «onderlinge duels» 19.00 (UTC+3) |          |       |         | Stadion: LFF-stadion, Vilnius Toeschouwers: 696 Scheidsrechter: Karim Abed |
| 14 oktober 2020 «onderlinge duels» 19.00 (UTC+3) |          |       |         | Stadion: LFF-stadion, Vilnius Toeschouwers: 696 Scheidsrechter: Karim Abed |
|                                                  |          |       |         |                                                                            |

|                                                  |                                  |         |            |                                                                                      |
| 14 oktober 2020 «onderlinge duels» 21.45 (UTC+3) | Wit-Rusland                      | 2 – 0   | Kazachstan | Stadion: Dinamostadion, Minsk Toeschouwers: 2.074 Scheidsrechter: Aleksandar Stavrev |
| 14 oktober 2020 «onderlinge duels» 21.45 (UTC+3) | Jablonski 36' Joezeptsjoek 90+3' | Verslag |            | Stadion: Dinamostadion, Minsk Toeschouwers: 2.074 Scheidsrechter: Aleksandar Stavrev |
| 14 oktober 2020 «onderlinge duels» 21.45 (UTC+3) |                                  |         |            | Stadion: Dinamostadion, Minsk Toeschouwers: 2.074 Scheidsrechter: Aleksandar Stavrev |
| 14 oktober 2020 «onderlinge duels» 21.45 (UTC+3) |                                  |         |            | Stadion: Dinamostadion, Minsk Toeschouwers: 2.074 Scheidsrechter: Aleksandar Stavrev |
|                                                  |                                  |         |            |                                                                                      |

|                                                   |                                             |         |            |                                                                                     |
| 15 november 2020 «onderlinge duels» 18.00 (UTC+1) | Albanië                                     | 3 – 1   | Kazachstan | Stadion: Air Albania Stadion, Tirana Toeschouwers: 0 Scheidsrechter: Xavier Estrada |
| 15 november 2020 «onderlinge duels» 18.00 (UTC+1) | Cikalleshi 16' Ismajli 23' Manaj 63' (pen.) | Verslag | 25' Abiken | Stadion: Air Albania Stadion, Tirana Toeschouwers: 0 Scheidsrechter: Xavier Estrada |
| 15 november 2020 «onderlinge duels» 18.00 (UTC+1) |                                             |         |            | Stadion: Air Albania Stadion, Tirana Toeschouwers: 0 Scheidsrechter: Xavier Estrada |
| 15 november 2020 «onderlinge duels» 18.00 (UTC+1) |                                             |         |            | Stadion: Air Albania Stadion, Tirana Toeschouwers: 0 Scheidsrechter: Xavier Estrada |
|                                                   |                                             |         |            |                                                                                     |

|                                                   |                        |         |          |                                                                                  |
| 15 november 2020 «onderlinge duels» 20.00 (UTC+3) | Wit-Rusland            | 2 – 0   | Litouwen | Stadion: Dinamostadion, Minsk Toeschouwers: 1.985 Scheidsrechter: Chris Kavanagh |
| 15 november 2020 «onderlinge duels» 20.00 (UTC+3) | Jablonski 5' Ebong 20' | Verslag |          | Stadion: Dinamostadion, Minsk Toeschouwers: 1.985 Scheidsrechter: Chris Kavanagh |
| 15 november 2020 «onderlinge duels» 20.00 (UTC+3) |                        |         |          | Stadion: Dinamostadion, Minsk Toeschouwers: 1.985 Scheidsrechter: Chris Kavanagh |
| 15 november 2020 «onderlinge duels» 20.00 (UTC+3) |                        |         |          | Stadion: Dinamostadion, Minsk Toeschouwers: 1.985 Scheidsrechter: Chris Kavanagh |
|                                                   |                        |         |          |                                                                                  |

|                                                   |                                      |         |                       |                                                                                    |
| 18 november 2020 «onderlinge duels» 16.00 (UTC+1) | Albanië                              | 3 – 2   | Wit-Rusland           | Stadion: Air Albania Stadion, Tirana Toeschouwers: 0 Scheidsrechter: Radu Petrescu |
| 18 november 2020 «onderlinge duels» 16.00 (UTC+1) | Cikalleshi 20', 27' (pen.) Manaj 44' | Verslag | 35' Skavysj 80' Ebong | Stadion: Air Albania Stadion, Tirana Toeschouwers: 0 Scheidsrechter: Radu Petrescu |
| 18 november 2020 «onderlinge duels» 16.00 (UTC+1) |                                      |         |                       | Stadion: Air Albania Stadion, Tirana Toeschouwers: 0 Scheidsrechter: Radu Petrescu |
| 18 november 2020 «onderlinge duels» 16.00 (UTC+1) |                                      |         |                       | Stadion: Air Albania Stadion, Tirana Toeschouwers: 0 Scheidsrechter: Radu Petrescu |
|                                                   |                                      |         |                       |                                                                                    |

|                                                   |                             |         |                                |                                                                                        |
| 18 november 2020 «onderlinge duels» 21.00 (UTC+6) | Kazachstan                  | 1 – 2   | Litouwen                       | Stadion: Almatı Ortalıq Stadionı, Almaty Toeschouwers: 0 Scheidsrechter: Hüseyin Göçek |
| 18 november 2020 «onderlinge duels» 21.00 (UTC+6) | Ajmbetov 38' Koeat 44', 50' | Verslag | 40' Vorobjovas 90+4' Novikovas | Stadion: Almatı Ortalıq Stadionı, Almaty Toeschouwers: 0 Scheidsrechter: Hüseyin Göçek |
| 18 november 2020 «onderlinge duels» 21.00 (UTC+6) |                             |         |                                | Stadion: Almatı Ortalıq Stadionı, Almaty Toeschouwers: 0 Scheidsrechter: Hüseyin Göçek |
| 18 november 2020 «onderlinge duels» 21.00 (UTC+6) |                             |         |                                | Stadion: Almatı Ortalıq Stadionı, Almaty Toeschouwers: 0 Scheidsrechter: Hüseyin Göçek |
|                                                   |                             |         |                                |                                                                                        |

## Play-offs tegen degradatie naar divisie D

### Eindstand plaats 4
| Pos      | Grp | Team           | Wed | W | G | V | Ptn | DV | DT | +/− | Degradatie                |
| -------- | --- | -------------- | --- | - | - | - | --- | -- | -- | --- | ------------------------- |
| 1. (45.) | 4   | Kazachstan (O) | 6   | 1 | 1 | 4 | 4   | 5  | 9  | −4  |                           |
| 2. (46.) | 1   | Cyprus (O)     | 6   | 1 | 1 | 4 | 4   | 2  | 10 | −8  |                           |
| 3. (47.) | 2   | Estland        | 6   | 0 | 3 | 3 | 3   | 5  | 9  | −4  | Degradatie naar divisie D |
| 4. (48.) | 3   | Moldavië       | 6   | 0 | 1 | 5 | 1   | 1  | 11 | −10 | Degradatie naar divisie D |

| Finale (24 – 29 maart 2022) |                     |   |          |       |
|                             |                     |   |          |       |
| 4. (48.)                    | Moldavië            | 1 | 1 (n.v.) | 2 (4) |
| 1. (45.)                    | Kazachstan (w.n.s.) | 2 | 0        | 2 (5) |

| Finale (24 – 29 maart 2022) |         |   |   |   |
|                             |         |   |   |   |
| 3. (47.)                    | Estland | 0 | 0 | 0 |
| 2. (46.)                    | Cyprus  | 0 | 2 | 2 |

| Team 1   | Tot.               | Team 2     | 1e wedstr. | 2e wedstr.   |
| -------- | ------------------ | ---------- | ---------- | ------------ |
| Moldavië | 2 – 2 (4 – 5 pen.) | Kazachstan | 1 – 2      | 1 – 0 (n.v.) |
| Estland  | 0 – 2              | Cyprus     | 0 – 0      | 0 – 2        |

#### Heen- en terugwedstrijden
|                                                |                  |         |                            |                                                                                                 |
| 24 maart 2022 «onderlinge duels» 19.00 (UTC+2) | Moldavië         | 1 – 2   | Kazachstan                 | Stadion: Stadionul Zimbru, Chisinau Toeschouwers: 5.387 Scheidsrechter: Anastasios Sidiropoulos |
| 24 maart 2022 «onderlinge duels» 19.00 (UTC+2) | Nicolaescu 45+1' | Verslag | 63' Maly 79' (e.d.) Posmac | Stadion: Stadionul Zimbru, Chisinau Toeschouwers: 5.387 Scheidsrechter: Anastasios Sidiropoulos |
| 24 maart 2022 «onderlinge duels» 19.00 (UTC+2) |                  |         |                            | Stadion: Stadionul Zimbru, Chisinau Toeschouwers: 5.387 Scheidsrechter: Anastasios Sidiropoulos |
| 24 maart 2022 «onderlinge duels» 19.00 (UTC+2) |                  |         |                            | Stadion: Stadionul Zimbru, Chisinau Toeschouwers: 5.387 Scheidsrechter: Anastasios Sidiropoulos |
|                                                |                  |         |                            |                                                                                                 |

| |                                                                  |                         |                                                       |                                                                                      |
| 29 maart 2022 «onderlinge duels» 20.00 (UTC+6) | Kazachstan                                                       | 0 – 1 (n.v.) 5 – 4 pen. | Moldavië                                              | Stadion: Astana Arena, Nur-Sultan Toeschouwers: 12.582 Scheidsrechter: Ivan Kružliak |
| 29 maart 2022 «onderlinge duels» 20.00 (UTC+6) |                                                                  | Verslag                 | 13' Armaș                                             | Stadion: Astana Arena, Nur-Sultan Toeschouwers: 12.582 Scheidsrechter: Ivan Kružliak |
| 29 maart 2022 «onderlinge duels» 20.00 (UTC+6) | Strafschoppen                                                    |                         |                                                       | Stadion: Astana Arena, Nur-Sultan Toeschouwers: 12.582 Scheidsrechter: Ivan Kružliak |
| 29 maart 2022 «onderlinge duels» 20.00 (UTC+6) | Abiken Bejsebekov Dosmagambetov Zajnoetdinov Zjaksylykov Zjoekov |                         | Caimacov Armaș Mandrîcenco Crăciun Nicolaescu Revenco | Stadion: Astana Arena, Nur-Sultan Toeschouwers: 12.582 Scheidsrechter: Ivan Kružliak |
| Bijz.: Kazachstan speelde over twee wedstrijden gelijk met een totaalscore van 2 – 2, maar won de strafschoppenserie met 5 – 4. Hierdoor degradeerde Moldavië naar divisie D. |                                                                  |                         |                                                       |                                                                                      |

|                                                |         |       |        |                                                                                      |
| 24 maart 2022 «onderlinge duels» 19.00 (UTC+2) | Estland | 0 – 0 | Cyprus | Stadion: A. Le Coq Arena, Tallinn Toeschouwers: 5.366 Scheidsrechter: William Collum |
| 24 maart 2022 «onderlinge duels» 19.00 (UTC+2) | Verslag |       |        | Stadion: A. Le Coq Arena, Tallinn Toeschouwers: 5.366 Scheidsrechter: William Collum |
| 24 maart 2022 «onderlinge duels» 19.00 (UTC+2) |         |       |        | Stadion: A. Le Coq Arena, Tallinn Toeschouwers: 5.366 Scheidsrechter: William Collum |
| 24 maart 2022 «onderlinge duels» 19.00 (UTC+2) |         |       |        | Stadion: A. Le Coq Arena, Tallinn Toeschouwers: 5.366 Scheidsrechter: William Collum |
|                                                |         |       |        |                                                                                      |

| |                                             |         |         |                                                                                   |
| 29 maart 2022 «onderlinge duels» 19.00 (UTC+3)                                                                      | Cyprus                                      | 2 – 0   | Estland | Stadion: AEK Arena, Larnaca Toeschouwers: 2.464 Scheidsrechter: Artur Soares Dias |
| 29 maart 2022 «onderlinge duels» 19.00 (UTC+3)                                                                      | Tzionis 19' Špoljarić 43', 47' Sotiriou 51' | Verslag |         | Stadion: AEK Arena, Larnaca Toeschouwers: 2.464 Scheidsrechter: Artur Soares Dias |
| 29 maart 2022 «onderlinge duels» 19.00 (UTC+3)                                                                      |                                             |         |         | Stadion: AEK Arena, Larnaca Toeschouwers: 2.464 Scheidsrechter: Artur Soares Dias |
| 29 maart 2022 «onderlinge duels» 19.00 (UTC+3)                                                                      |                                             |         |         | Stadion: AEK Arena, Larnaca Toeschouwers: 2.464 Scheidsrechter: Artur Soares Dias |
| Bijz.: Cyprus won over twee wedstrijden met een totaalscore van 2 – 0. Hierdoor degradeerde Estland naar divisie D. |                                             |         |         |                                                                                   |

## Eindstand
De eindstand werd bepaald op basis van de regels die de UEFA opstelde. Deze tabel begon bij nummer 33, omdat nummers 1 tot en met 32 genummerd zijn bij divisie A en B.
| Pos | Grp | Team            | Wed | W | G | V | Ptn | DV | DT | +/− |
| --- | --- | --------------- | --- | - | - | - | --- | -- | -- | --- |
| 33  | 3   | Slovenië        | 6   | 4 | 2 | 0 | 14  | 8  | 1  | +7  |
| 34  | 1   | Montenegro      | 6   | 4 | 1 | 1 | 13  | 10 | 2  | +8  |
| 35  | 4   | Albanië         | 6   | 3 | 2 | 1 | 11  | 8  | 4  | +4  |
| 36  | 2   | Armenië         | 6   | 3 | 2 | 1 | 11  | 9  | 6  | +3  |
|     |     |                 |     |   |   |   |     |    |    |     |
| 37  | 3   | Griekenland     | 6   | 3 | 3 | 0 | 12  | 6  | 1  | +5  |
| 38  | 4   | Wit-Rusland     | 6   | 3 | 1 | 2 | 10  | 10 | 8  | +2  |
| 39  | 1   | Luxemburg       | 6   | 3 | 1 | 2 | 10  | 7  | 5  | +2  |
| 40  | 2   | Noord-Macedonië | 6   | 2 | 3 | 1 | 9   | 9  | 8  | +1  |
|     |     |                 |     |   |   |   |     |    |    |     |
| 41  | 4   | Litouwen        | 6   | 2 | 2 | 2 | 8   | 5  | 7  | −2  |
| 42  | 2   | Georgië         | 6   | 1 | 4 | 1 | 7   | 6  | 6  | 0   |
| 43  | 1   | Azerbeidzjan    | 6   | 1 | 3 | 2 | 6   | 2  | 4  | −2  |
| 44  | 3   | Kosovo          | 6   | 1 | 2 | 3 | 5   | 4  | 6  | −2  |
|     |     |                 |     |   |   |   |     |    |    |     |
| 45  | 4   | Kazachstan      | 6   | 1 | 1 | 4 | 4   | 5  | 9  | −4  |
| 46  | 1   | Cyprus          | 6   | 1 | 1 | 4 | 4   | 2  | 10 | −8  |
| 47  | 2   | Estland         | 6   | 0 | 3 | 3 | 3   | 5  | 9  | −4  |
| 48  | 3   | Moldavië        | 6   | 0 | 1 | 5 | 1   | 1  | 11 | −10 |

## Doelpuntenmakers
4 doelpunten
- Sokol Cikalleshi
- Rauno Sappinen

- Stevan Jovetić
- Haris Vučkić

3 doelpunten
- Danel Sinani

2 doelpunten
- Rey Manaj
- Grigoris Kastanos
- Nika Katsjarava
- Tornike Okriasjvili
- Anastasios Bakasetas

- Abat Ajmbetov
- Arvydas Novikovas
- Ion Nicolaescu
- Aleksandar Boljević
- Igor Ivanović

- Ezgjan Alioski
- Max Ebong
- Jevgeni Jablonski
- Vitali Lisakovitsj

1 doelpunt
- Keidi Bare
- Ardian Ismajli
- Sargis Adamyan
- Choren Bajramjan
- Tigran Barsegjan
- Gevorg Gazarjan
- Hovhannes Hambartsumyan
- Kamo Hovhannisjan
- Aleksandre Karapetjan
- Henrich Mchitarjan
- Wbeymar
- Maksim Medvedev
- Ramil Sjejdajev
- Pieros Sotiriou
- Marinos Tzionis
- Frank Liivak
- Valeri Kazaisjvili
- Chvitsja Kvaratschelia

- Kostas Fortounis
- Dimitris Limnios
- Petros Mantalos
- Dimitris Siovas
- Ajbol Abiken
- Islambek Koeat
- Sergej Maly
- Baktiar Zajnoetdinov
- Bernard Berisha
- Lirim Kastrati
- Benjamin Kololli
- Vedat Muriqi
- Donatas Kazlauskas
- Karolis Laukžemis
- Modestas Vorobjovas
- Edvin Muratović
- Gerson Rodrigues
- Igor Armaș

- Fatos Bećiraj
- Stefan Mugoša
- Ilija Nestorovski
- Goran Pandev
- Stefan Ristovski
- Vlatko Stojanovski
- Ivan Trichkovski
- Gjoko Zajkov
- Damjan Bohar
- Josip Iličić
- Jasmin Kurtić
- Sandi Lovrić
- Maksim Bordatsjov
- Roman Joezeptsjoek
- Aljaksandr Satsjyvka
- Maksim Skavysj

Eigen doelpunt
- Anton Krivotsjoek (tegen Luxemburg)
- Ioannis Kousoulos (tegen Luxemburg)

- Märten Kuusk (tegen Noord-Macedonië)
- Veaceslav Posmac (tegen Kazachstan)